# Mateni Tapueluelu
Mateni Tapueluelu es un periodista y político tongano perteneciente al Partido Democrático de las Islas Amigas (PTOA).

## Biografía

### Carrera profesional
Se ha desempeñado como corresponsal Radio New Zealand International en Tonga, y como editor del periódico Keleʻa, afín al movimiento prodemocrático y al PTOA, que estuvo dirigido por su difunto suegro, Akilisi Pōhiva.

### Carrera política
De cara a las elecciones generales de 2014, el Partido Democrático sufrió una división, de-seleccionando a varios de sus miembros en funciones de la Asamblea Legislativa. Entre ellos se encontraba su padre, Semisi Tapueluelu, Representante Popular por Tongatapu 10. Bajo la dirección de Mateni Tapueluelu, Keleʻa publicó denuncias de un escándalo sexual contra su padre. En los comicios de noviembre, Semisi Tapueluelu perdió su escaño ante el candidato respaldado por el partido en su circunscripción, mientras que Mateni Tapueluelu fue elegido diputado por Tongatapu 4. Al hacerlo, derrotó al parlamentario titular y figura clave del partido durante mucho tiempo, ʻIsileli Pulu, quien también había sido deseleccionado y, por lo tanto, se había presentado como independiente.
En diciembre de 2015, la elección de Tapueluelu fue anulada por la Corte Suprema por impago de multas debido al caso penal por difamación de 2013. Apeló con éxito el fallo y fue reintegrado a la Asamblea Legislativa en abril de 2016. En marzo de 2017 fue nombrado Ministro de Policía en una reorganización del gabinete tras la dimisión de ʻAisake Eke, en sustitución de Pohiva Tu'i'onetoa. Fue reelegido después de la victoria aplastante de PTOA en las elecciones de 2017, pero ofreció su renuncia en marzo de 2018 después de una disputa con el ministro de las Fuerzas Armadas, Maʻafu Tukuiʻaulahi. Su renuncia no fue aceptada.
Después de la muerte de ʻAkilisi Pōhiva, no fue designado miembro del gabinete de Pohiva Tuʻiʻonetoa. Fue candidato a Representante Popular en las elecciones generales de Tonga de 2021, pero no resultó electo. Fue reelegido nuevamente en las elecciones parciales de Tongatapu 4 de 2022.

## Controversias
En 2013, fue multado con T$ 130.000 por haber publicado en Keleʻa una carta que difamaba a miembros del gobierno. Tapueluelu y su esposa publicaron un editorial criticando el fallo, por lo que se les declaró en desacato al tribunal y se les impuso una multa adicional de T$2.700.